# Ethusidae
Ethusidae is een familie van krabben, behorende tot de superfamilie der Dorippoidea.

## Systematiek
In deze familie worden volgende genera onderscheiden: 
- Ethusa Roux, 1830
- Ethusina Smith, 1884
- Parethusa H. L. Chen, 1997
- Serpenthusa Naruse, Castro & Ng, 2009